# Claire Karekezi
Claire Karekezi, née en 1983 à Butare est une neurochirurgienne rwandaise. 

## Biographie

### Formation
Claire Karekezi obtient son diplôme de médecine générale en 2009  à la Faculté de médecine et des sciences de la santé de l'Université du Rwanda. Elle suit une formation complémentaire en la neuro-oncologie lors de son internat au Maroc à  l'université Mohammed V,. En 2016, elle passe trois mois au Brigham and Women's Hospital de Boston, dans le Massachusetts, grâce à une bourse de l'American Association of Neurological Surgeons (AANS).
Après un stage d'un an à Toronto, elle retourne au Rwanda et devient la première neurochirurgienne rwandaise en août 2018,.

### Parcours professionnel
Claire Karekezi rejoint l'hôpital militaire et universitaire du Rwanda situé à Kigali (RMRTH) en janvier 2019 en tant que neurochirurgienne consultante de l'hôpital et première neurochirurgienne à y effectuer des interventions neurochirurgicales. Elle consacre les premiers mois de son mandat à établir une unité neurochirurgicale fonctionnelle en acquérant l'équipement chirurgical et le personnel nécessaires.
Elle est présidente du Comité des femmes africaines en neurochirurgie (AWIN) de l'Association continentale des sociétés africaines de neurochirurgie (CAANS) de 2019 à 2023.

### Engagements
Claire Karekezi dirige de nombreux projets sur l'histoire des femmes en neurochirurgie et leur statut actuel sur le continent africain, soulignant la sous-représentation des femmes aux postes de direction et en neurochirurgie universitaire, les efforts visant à améliorer l'enseignement en neurochirurgie et les avancées dans le traitement des tumeurs cérébrales, en particulier en Afrique subsaharienne,. Elle continue de sensibiliser le public à la nécessité de recruter davantage de femmes neurochirurgiennes expérimentées afin d’aider d’autres jeunes femmes à surmonter divers obstacles inhérents à ce domaine. Elle est également une défenseure et une source d'inspiration pour d'autres jeunes femmes qui souhaitent poursuivre des études dans les disciplines STIM (sciences, ingénierie, technologie et mathématiques),,,.